# Hedesheim
Hedesheim ist eine Wüstung in der Gemeinde Stadecken-Elsheim in der Verbandsgemeinde Nieder-Olm in Rheinland-Pfalz.
Neuere Forschungen gehen davon aus, dass der Ort  vermutlich schon zur Merowingerzeit, im 6. oder vielleicht schon 5. Jahrhundert gegründet worden ist, etwa 200 Meter südlich von einer römischen Villa Rustica, die als Vorläufer des Ortes gesehen werden könne. Der etymologische Ursprung des Namens Hedesheim, von dem unterschiedliche Schreibweisen historisch belegt sind, dürfte in dem germanischen Personennamen Hedin und der einen Hof kennzeichnenden Endung -heim liegen.
Hedesheim liegt heute in der Flur „Im Altdorf“ südöstlich von Stadecken. Hier stand auch eine Peterskirche, daher befindet sich in der unteren Hälfte des Ortswappens der Doppelgemeinde auch ein silberner Schlüssel auf blauem Grund begleitet von silbernen Zinnen, welche für die Burg stehen. Historisch gehörte der Ort zum Kloster Eberbach, das auch ein Klostergut in dem Dorf besaß. Hedesheim gehörte damals zum Besitz der Grafen von Katzenelnbogen, die reichsunmittelbar waren.
Als 1276 unter dem Stauferkaiser Friedrich II. zum Schutz des reichseigenen Ingelheimer Grundes und eines wichtigen Selzüberganges die Burg Stadeck gebaut wurde, verließen die Bewohner auf Betreiben des Grafen von Katzenelnbogen die Ansiedlung Zug um Zug, bis die alte Siedlung um 1325 vollständig verlassen war. Die Häuser wurden später abgebrochen. Das Abbruchmaterial der alten Peterskirche bei Hedesheim, die noch länger als das Dorf Bestand hatte, wurde 1770 genutzt, um den Turm der gleichnamigen Kirche in Stadecken zu erbauen. Die Altarplatte der alten Peterskirche wurde nach Groß-Winternheim gebracht und in der dortigen Kirche St. Johannes Evangelist wieder verwendet. Der Friedhof des alten Dorfes wurde bis zu den Friedhofsreformen im Département du Mont-Tonnerre im Jahre 1804 weiterbenutzt.
Innerhalb der Stadtmauern von Mainz waren die Hedesheimer und Massenheimer für die Unterhaltung von sechs Zinnen verantwortlich und mussten diese baulich unterhalten und schützen. Nach einer Aufstellung von Körber handelte es sich um die Zinnen Nr. 242 bis 247 am Rhein gelegen.
Heute erinnert nur noch der Name eines Weinguts an Hedesheim.

## Weblink
- Hedesheim Ortschronik auf der Webpräsenz des Weinguts Boller-Kloneck